# Прометний Андрій Олександрович
Андрі́й Олекса́ндрович Проме́тний — старший сержант Збройних сил України, учасник російсько-української війни.

## Нагороди
За особисту мужність і героїзм, виявлені у захисті державного суверенітету та територіальної цілісності України, вірність військовій присязі під час російсько-української війни нагороджений
- орденом «За мужність» III ступеня (4.12.2014)
- орденом «За мужність» 2 ступеня (14.03. 2015)
- недержавною нагородою «Народний Герой України» (наказ № 17 від 18 листопада 2015 року)